# T Mobile International
La T Mobile International, conosciuta fino al 2002 come San Francisco Grand Prix, era una corsa in linea maschile di ciclismo su strada che si svolse a San Francisco, Stati Uniti, dal 2001 al 2005 nel mese di settembre. Fu inserita nell'UCI America Tour 2005 classe 1.HC.
Classificata 1.4 nel 2001 quando fu creata e inserita per la prima volta nel calendario UCI, fu promossa nella classe 1.3 dal 2002 al 2004 per essere infine classificata come evento Hors Catégorie nel 2005, ultima edizione disputata.

## Albo d'oro
Aggiornato all'edizione 2005.
| Anno | Vincitore       | Secondo        | Terzo            |
| ---- | --------------- | -------------- | ---------------- |
| 2001 | George Hincapie | Michael Barry  | Trent Klasna     |
| 2002 | Charles Dionne  | Henk Vogels    | Massimo Giunti   |
| 2003 | Chris Horner    | Mark McCormack | Vjačeslav Ekimov |
| 2004 | Charles Dionne  | Fred Rodriguez | George Hincapie  |
| 2005 | Fabian Wegmann  | John Lieswyn   | Jason McCartney  |